# Bazylika kolegiacka św. Jerzego w Kętrzynie
Bazylika kolegiacka św. Jerzego w Kętrzynie – kościół św. Jerzego budowany na miejscu dawnej strażnicy od 1359, rozbudowywany do pierwszych lat XVI wieku.

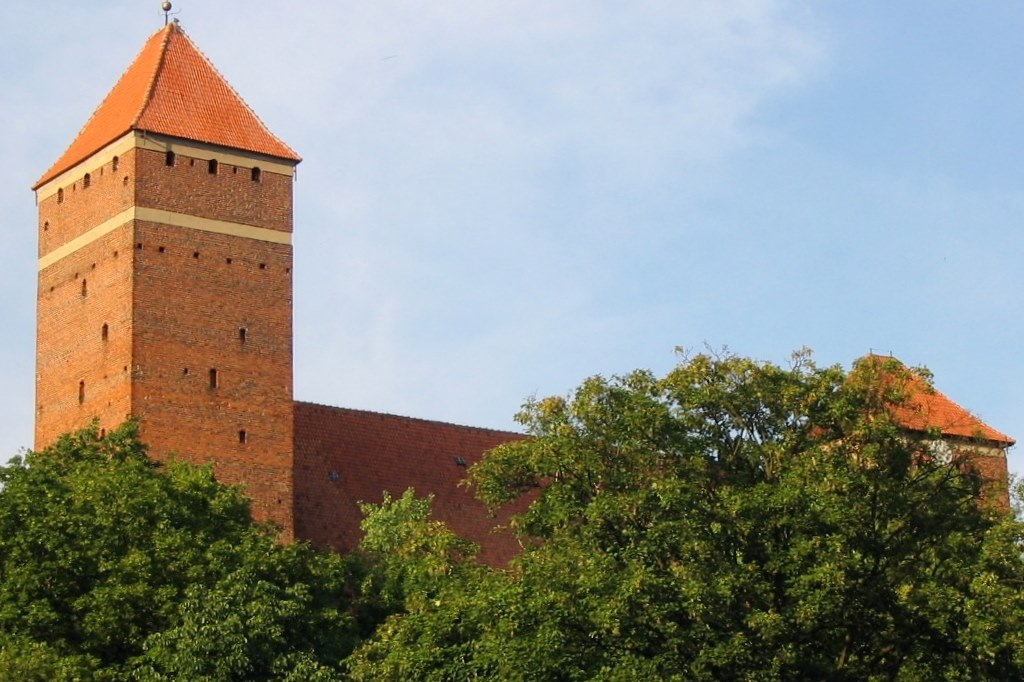
Bazylika widziana od strony południowo-zachodniej

Najlepiej zachowany kościół obronny na Mazurach. Początkowo był to obiekt halowy, jednonawowy, zlokalizowany w południowo-zachodnim narożu miasta. W koronie murów wybudowano ganki obronne i wieżę zwieńczoną blankowaniem. Na początku XV wieku wzniesiono drugą wieżę (dzwonniczą), a pod koniec stulecia obiekt przebudowano na trójnawową pseudobazylikę (dobudowano nawę boczną północną, nawa środkowa i południowa mieści się w obrysie kościoła halowego). Po pożarze w 1500 r. podczas odbudowy powstało istniejące i charakterystyczne odchylenie osi kościoła (prezbiterium nie leży dokładnie na osi nawy środkowej, ze środka nawy głównej są widoczne tylko dwa okna: prawe i środkowe, trzecie jest niewidoczne). W kościele zasługują na uwagę: sklepienia kryształowe z 1515 r. (wykonał je mistrz Matz z Gdańska), XVI-wieczna ambona, organy z 1721 r. (Josue Mosengel twórca organów w Świętej Lipce) były przebudowywane – obecne z 1975 r. mają 43 głosy, płyta nagrobna (epitafium) Krzysztofa Schenka von Tautenburg z 1597 r. oraz karcer (wejście z kościoła) znajdujący się pod wieżą wysoką.

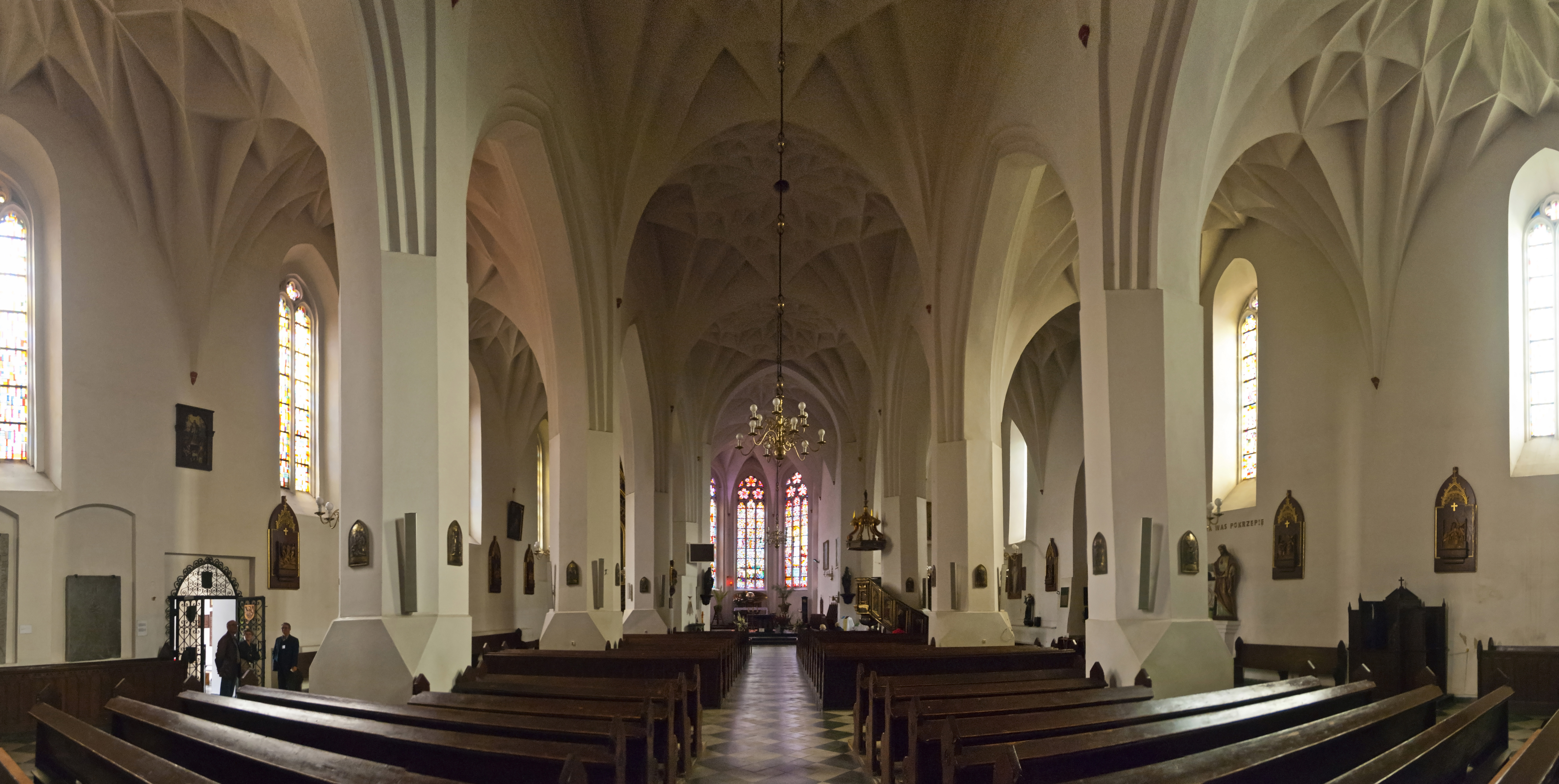
Wnętrze bazyliki

Do II wojny światowej nazywany „kościołem niemieckim” (w odróżnieniu od stojącego obok „kościoła polskiego”). Po wysiedleniu Niemców w 1945 r. kościół był używany przez kętrzyńską parafię ewangelicką. Już rok później, w 1946, budynek został zarekwirowany przez władze komunistyczne i natychmiast przekazany Kościołowi rzymskokatolickiemu.
Jako świątynia rzymskokatolicka, kościół św. Jerzego od 22 lipca 1999 posiada tytuł bazyliki mniejszej. W kościele dawna kaplica św. Jakuba po reformacji pełniła funkcję baptysterium, które w 1962 roku ukształtowano architektonicznie na wzór Ostrej Bramy w Wilnie gdzie zawieszono kopię obrazu Matki Bożej Ostrobramskiej. 15 listopada 1970 roku ks. bp Henryk Gulbinowicz uroczyście poświęcił szaty z koronami i przyozdobił nimi wizerunek Matki Bożej. 7 czerwca 1992 r. metropolita warmiński ks. abp Edmund Piszcz specjalnym dekretem ustanowił w kościele św. Jerzego w Kętrzynie Archidiecezjalne Sanktuarium Maryi Panny Matki Miłosierdzia oraz podniósł kościół św. Jerzego do godności kolegiaty. Z tego miejsca zawsze na początku lipca odbywają się piesze pielgrzymki do Wilna.

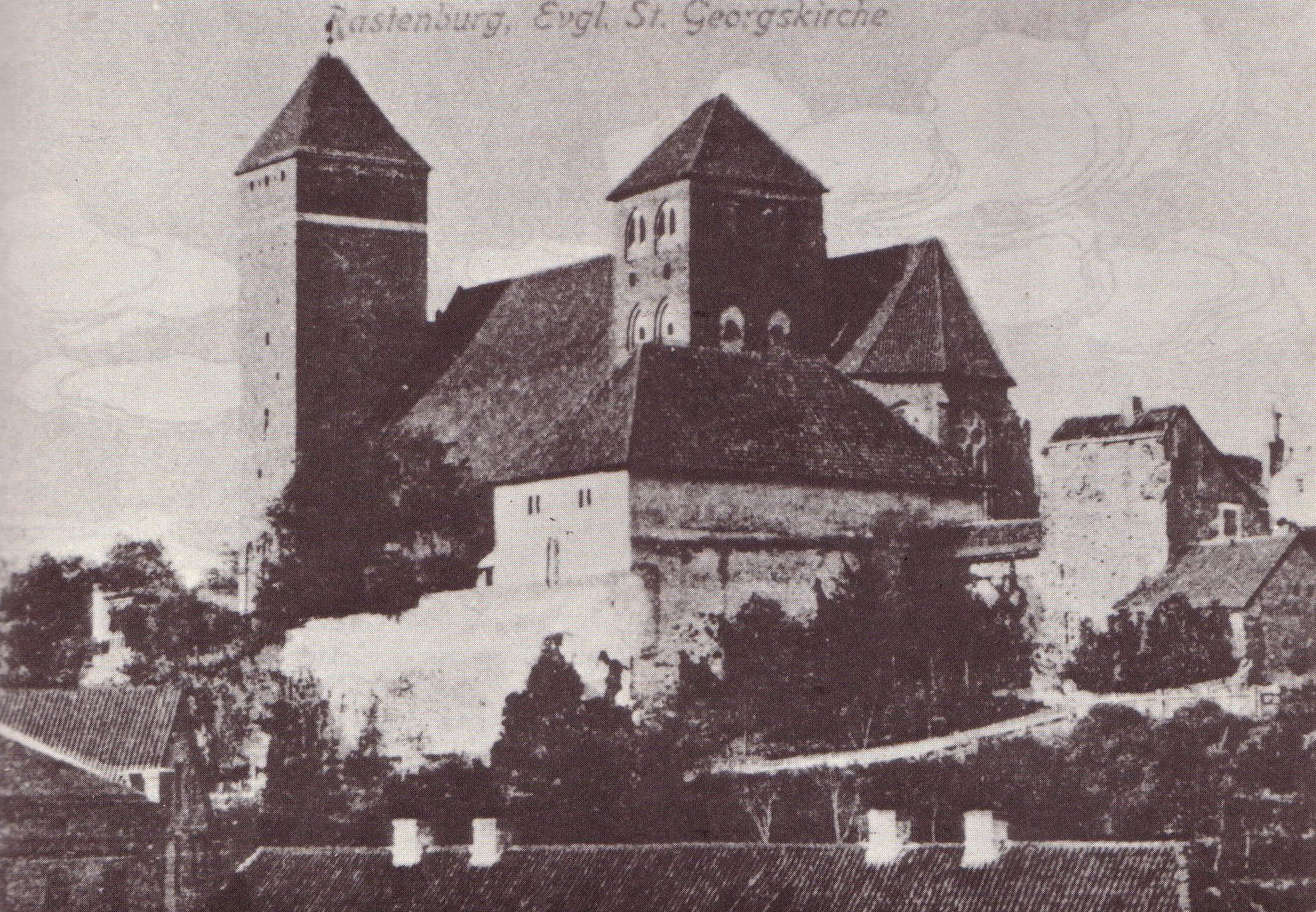
Widok bazyliki z XIX w.

W obrębie zachowanych murów obronnych, przylegających do kościoła św. Jerzego znajduje dobudowana już w średniowieczu dawna plebania (XIV/XV–XVI w.), a później pastorówka (XVI w. – 1817 r.), zamieniona w XIX w. na gimnazjum (lata 1817–1907), do 1945 roku funkcjonująca jako tzw. Wdowi Dom (ul. Zamkowa 4) – czyli miejsce zamieszkania dla żon zmarłych księży. W 2011 roku przy zewnętrznych murach dawnej pastorówki przeprowadzone zostały sondażowe archeologiczne badania wykopaliskowe, którymi kierował archeolog Mariusz Biel. W ich wyniku zadokumentowano obecny stan techniczny murów fundamentowych i zarejestrowano nawarstwienia kulturowe wraz z zabytkami. Pozyskany materiał umożliwił wyróżnienie aż 5 faz chronologicznych na wzgórzu kościelnym, w tym najstarszą fazę osadniczą z XIV–XV w..
Brama przy zachodniej fasadzie prowadzi na teren międzymurza, gdzie urządzono lapidarium, w którym zgromadzono zabytkowe nagrobki, pomniki, epitafia i żeliwne krzyże.